# Fratelli di Nostra Signora della Misericordia
I Fratelli di Nostra Signora della Misericordia (in latino Institutum Fratrum B.M.V. a Misericordia) sono un istituto religioso maschile di diritto pontificio: i membri di questa congregazione laicale pospongono al loro nome la sigla F.D.M.

## Storia
La congregazione venne fondata a Malines dal sacerdote belga Victor Scheppers con il patrocinio del cardinale Engelbert Sterckx: il 25 gennaio 1839 i primi tre postulanti ricevettero l'abito religioso.
I fratelli aprirono scuole popolari, serali e professionali, ma si specializzarono nel servizio nelle carceri, soprattutto minorili: Francesco Saverio de Mérode li presentò a papa Pio IX che nel 1854 affidò loro il riformatorio romano di Santa Balbina dando ai religiosi l'opportunità di diffondersi anche negli Stati Pontifici, dove aprirono numerose scuole e orfanotrofi.
L'istituto ricevette il pontificio decreto di lode il 18 dicembre 1857 e le sue costituzioni vennero approvate definitivamente dalla Santa Sede il 16 novembre 1872.

## Attività e diffusione
Oggi si dedicano a varie opere di misericordia, soprattutto all'istruzione ed all'educazione cristiana della gioventù.
Sono presenti in Belgio, Italia, Argentina, Canada, Uruguay e Burundi: la sede generalizia è a Roma.
Al 31 dicembre 2015, la congregazione contava 16 case e 75 religiosi, 18 dei quali sacerdoti.